# Sarmede
Sarmede és un municipi italià, dins de la província de Treviso. L'any 2007 tenia 3.007 habitants. Limita amb els municipis de Caneva (PN), Cappella Maggiore, Cordignano i Fregona.

## Administració
| Període | Identitat    | Partit        |
| ------- | ------------ | ------------- |
| 2008-   | Eddi Canzian | Llista cívica |